# Liberianischer Dollar
Der Liberianische Dollar ist die Währung der Republik Liberia in Westafrika. Er ist unterteilt in 100 Cents. Der ISO-Code ist LRD.

## Hintergrund
Liberia wurde als Staat für ehemalige Sklaven aus den USA gegründet. Daher übernahm man den amerikanischen Dollar auch für Liberia. Er ist heute neben dem Liberia-Dollar ebenfalls als Zahlungsmittel im Gebrauch.
Banknoten existieren in Nennwerten zu LRD 5, 10, 20, 50, 100 und 500. Abgebildet sind Staatspräsidenten Liberias:
- 5 LRD: Edward J. Roye, 5. Präsident (1870–1871)
- 10 LRD: Joseph Jenkins Roberts, 1. und 7. Präsident (1848–1856 und 1872–1876)
- 20 LRD: William S. Tubman, 19. Präsident (1944–1971)
- 50 LRD: Samuel K. Doe, 21. Präsident (1986–1990)
- 100 LRD: William R. Tolbert junior, 20. Präsident (1971–1980)

Die Währung wird durch die Central Bank of Liberia verwaltet.

## Währungsgeschichte

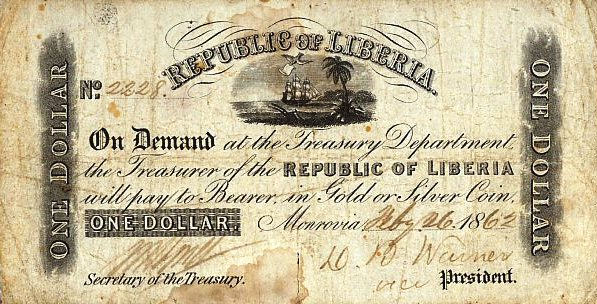
Historische liberianische 1 Dollar-Banknote

Die liberianischen Münzen und Banknoten wurden von Anfang an in der staatlichen Münzstätte der USA hergestellt. Bis zur Unabhängigkeitserklärung Liberias wurden die Münzen mit dem Schriftzug American Colonization Society versehen, der erste Münzsatz wurde mit Zustimmung der US-Regierung im Jahr 1833 geprägt, insgesamt erschienen bisher 64 Auflagen. Für größere Wertbeträge wurde Papiergeld ausgegeben. Der Gegenwert wurde im staatlichen Kontor in Monrovia aufbewahrt.
Von 1907 bis 1943 wurde stattdessen das Westafrikanische Pfund als Währung verwendet.
Die Münzen sind heute (2019) im täglichen Geldverkehr verschwunden. Verbreitet sind Banknoten über 100, 50 und 20 Dollars, selten sind auch Scheine von 500 Dollars anzutreffen. Die Preise in Geschäften sind – zumindest in der Hauptstadt Monrovia – zumeist in US$ gekennzeichnet, in vielen Geschäften kann aber auch mit dem Liberianischen Dollar bezahlt werden.

## Gedenkmünzen
Liberia ist (wie auch Somalia, die Cook-Inseln, Nauru, Niue, Palau und einige andere Kleinstaaten) dafür bekannt, dass auf dem europäischen Münzmarkt besonders viele Gedenkmünzen-Ausgaben dieses Staates angeboten werden. Viele der geprägten Motive haben jedoch überhaupt keinen Bezug zum Land (z. B. die Gorch Fock oder der Fall der Berliner Mauer). Sie werden von deutschen Unternehmen in Deutschland oder anderswo (jedoch nicht im Ausgabestaat) produziert und gegen Zahlung einer Lizenzgebühr an die jeweilige Regierung erhalten sie den Charakter eines offiziellen Zahlungsmittels und damit formal einer Münze, in Abgrenzung zu übrigen Privatprägungen, die Medaillen sind. Trotzdem werden diese Prägungen auf dem Münzmarkt wie Medaillen behandelt, da das entsprechende Unternehmen so viele verschiedene Prägungen wie es möchte herausgeben kann und somit keinerlei numismatischer Wert besteht. Der Wiederverkaufswert solcher Pseudomünzen auf dem Münzmarkt liegt daher beim reinen Metallwert. Deshalb werden sie im Münzfachhandel nicht gehandelt; Hauptvertriebskanäle sind Zeitungsannoncen und Teleshopping, wo versucht wird, ahnungslosen Kunden vermeintliche Raritäten zu deutlich überhöhten Preisen zu verkaufen.